# Centro Hispano Colombiano

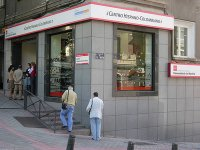
Centro Hispano Colombiano. C/ Ronda de Segovia 34. 28005, Madrid. Tel. 91 366 73 62 centrohispanocolombiano@madrid.org

El Centro Hispano Colombiano es un Centro de Participación e Integración de Inmigrantes (CEPI) creado por la Consejería de Empleo, Mujer e Inmigración de la Comunidad de Madrid y gestionado por la Fundación Altius Universidad Francisco de Vitoria. Tiene como objetivo principal contribuir a la plena integración entre los madrileños y los nuevos ciudadanos -colombianos y de otras nacionalidades- que residen en la Comunidad de Madrid. Para ello el Centro Hispano Colombiano está concebido como un espacio abierto y plural para: usuarios, instituciones, ONGs, voluntarios… 
Desde su inauguración, en junio de 2006, el Centro Hispano Colombiano ha constatado una creciente demanda de servicios por parte de los usuarios que acuden al CEPI.

## Población registrada
El CEPI atrae a población colombiana de todo Madrid, incluidos los municipios del área metropolitana. Habiéndose convertido en un punto de referencia para la integración, en el centro confluyen usuarios de varias nacionalidades siendo la española la segunda en participación.
Datos sobre las principales nacionalidades que forman parte de los usuarios registrados (país de origen - número de personas): 
| Puesto | País      | Nº de usuarios |
| ------ | --------- | -------------- |
| 1      | Colombia  | 4050           |
| 2      | España    | 1904           |
| 3      | Ecuador   | 1830           |
| 4      | Perú      | 1244           |
| 5      | Venezuela | 263            |
| 6      | Rumanía   | 145            |
| 7      | Argentina | 141            |
| 8      | Marruecos | 141            |
| 8      | Brasil    | 115            |
| 10     | Chile     | 82             |
| 11     | México    | 34             |

Nota: Cifras tomadas de la base de datos del Centro en agosto de 2010

## Objetivos
- Facilitar la información y orientación que favorezca la integración y participación de los inmigrantes.
- Promover el conocimiento y difusión de las diferentes culturas.
- Facilitar el encuentro, la participación e intercambio de experiencias entre la población inmigrante y autóctona.
- Promover la participación social e integración de los jóvenes.
- Fomentar el pluralismo cultural, la convivencia y la lucha contra el racismo y la xenofobia.
- Potenciar los estudios e investigaciones de variables culturales y sociales del colectivo representado.
- Potenciar el papel de la Comunidad de Madrid como agente impulsor de la vinculación positiva entre inmigración y cooperación.
- Promover el establecimiento de redes sociales dentro del marco de la convivencia.

## Actividades
- Información permanentemente actualizada sobre los recursos existentes en nuestra comunidad.
- Orientación laboral, asesoría jurídica y apoyo psicológico (mediante acciones individuales y grupales).
- Formación ocupacional, cursos de informática e idiomas de distintos niveles y los más variados talleres orientados a tu crecimiento personal y el desarrollo de tus habilidades y aficiones.
- Punto de información Europea.
- Escuela Integradora (refuerzo escolar, creatividad y valores para niños entre 6 y 12 años) y programa de orientación para adolescentes y jóvenes.
- Conoce Madrid: salidas y excursiones por Madrid y localidades aledañas.
- Opciones de cultura, ocio y tiempo libre, como las excursiones y visitas de Conoce Madrid, la Sala Xué de Exposiciones, Libros Libres (intercambio de libros), nuestra Biblioteca de Consulta en Sala, el Coro de Intercultural Voces de Ida y Vuelta, el grupo de teatro Entre Tierras, fútbol y muchas más.

## Participación
- Para participar en cualquier actividad, debe estar registrado previamente en la base de datos de nuestro Centro.
- Es necesaria la firma de cesión de datos en el momento de registrarse.
- Atención: algunos programas requieren inscripción previa en la actividad (por plazas limitadas).
- Todas las actividades dentro del Centro son gratuitas.
- En las salidas se buscan descuentos para los usuarios y en ocasiones la reserva se paga en el Centro.
- El día 26 de cada mes se abren inscripciones para los cursos de informática e idiomas del mes siguiente.
- Las inscripciones se realizan por orden de llegada hasta completar el aforo de cada curso.